# Kameralamt Reutlingen
Das Kameralamt Reutlingen war eine Einrichtung des Königreichs Württemberg, die im Amtsbezirk Besitz und Einkommen des Staates verwaltete. Es bestand von 1844 bis 1922 in Reutlingen. Es entstand durch die Verlegung des Kameralamts Pfullingen nach Reutlingen. Die Kameralämter wurden im Rahmen der Neuordnung der Staatsfinanzverwaltung im Königreich Württemberg geschaffen.

## Geschichte
Gemäß Verfügung vom 18. Januar 1870 wurde das Nebenzollamt 1. Klasse in Reutlingen ab dem 1. Februar 1870 mit dem dortigen Kameralamt Reutlingen vereinigt, welches unter der Bezeichnung Kameral- und Hauptsteueramt zugleich die Befugnisse einer Zollstelle auszuüben hatte.
Das Kameralamt befand sich in der Schulstraße 16. Das Gebäude ist heute ein Teil des Landratsamts Reutlingen und beherbergt das Kreisamt für Landentwicklung und Vermessung.